# Chetogena townsendi
Chetogena townsendi är en tvåvingeart som beskrevs av Guimaraes 1971. Chetogena townsendi ingår i släktet Chetogena och familjen parasitflugor.
Artens utbredningsområde är Peru. Inga underarter finns listade i Catalogue of Life.